# Ambassade du Nigeria en Allemagne
L'ambassade du Nigéria en Allemagne est la mission diplomatique officielle du Nigéria en Allemagne. Il est situé sur la Neue Jakobstrasse 4 dans le quartier berlinois de Mitte du quartier du même nom.

## Historique
La république fédérale du Nigéria avait une ambassade à Bonn, ancienne capitale de la République fédérale d'Allemagne, depuis 1961. C'était sur le Goldbergweg 13e.
Un ambassadeur n'a été nommé à l'ambassade du Nigéria à Allemagne-est en tant que représentant en République démocratique allemande qu'en 1982. L'ambassade était sur la Platanenstrasse 98a à Niederschönhausen dans un bâtiment préfabriqué de type Magdebourg des années 1970. Après la réunification allemande, l'État nigérian l'a également utilisé comme bâtiment d'ambassade jusqu'au déménagement dans le bâtiment de l'ambassade nouvellement créé à Berlin-Mitte en 2002.
Dans le cadre des manifestations de réfugiés en 2012, lors d'une manifestation le 15 octobre 2012 a invité une vingtaine de personnes à l'ambassade pour l' occuper . L'action visait à protester contre la pratique d'expulsion de l'Allemagne, qui, selon les manifestants, est particulièrement soutenue par l'ambassade du Nigéria. Il y a eu plusieurs arrestations et utilisation de gaz poivré par la police.  Quelques jours plus tard, le bâtiment a été bombardé de bouteilles de peinture, après quoi la sécurité de l'État a ouvert une enquête. 

## Architecture
Le bâtiment de l'ambassade du Nigéria est situé dans un ancien bâtiment restauré et plâtré à Neue Jakobstrasse 4 à Berlin-Mitte. Le bâtiment utilisé comme immeuble d'habitation typique de Berlin et est un bâtiment classé depuis le XXIe siècle a été construit en 1874, l'architecte est inconnu. Il a été construit dans le cadre du développement historique de Luisenstadt selon le plan Schulze-Delitzsch et, contrairement à une grande partie du quartier, n'a pas été détruit pendant la Seconde Guerre mondiale.
La maison de quatre étages se compose d'une base de bâtiment détaché et les étages supérieurs, qui sont conservés dans le style classique tardif. Les fenêtres des étages supérieurs sont richement décorées. Les fenêtres du premier étage, le bel étage, sont encadrées par des demi-colonnes corinthiennes et une toiture complexe, les décorations se simplifient vers le haut. La façade du rez-de-chaussée, quant à elle, est rustiquée comme une brique. Une entrée latérale au rez-de-chaussée mène à l'intérieur du bâtiment et à la cour. Des rosaces ornent la zone d'entrée.

## Littérature
- Kerstin Englert, Jürgen Tietz (éd. ): Ambassades à Berlin . 2. Édition. Gebr. Mann Verlag, Berlin 2004,  (ISBN 3-7861-2494-9), p. 178.